# Persecución en la ciudad
Persecución en la ciudad es una canción de la banda mexicana Timbiriche, para su disco de estudio Timbiriche VII publicado en 1987. La canción tiene un ritmo más rápido con respecto al resto, aunque no excesivamente rápido lo que la hace pegajosa.
La canción es interpretada por Paulina Rubio. Trata sobre una chica que se hace de rogar para que un hombre le haga caso. Por eso ella tiene una "Persecución en la ciudad".
La canción solo se emitió en radios, y cuenta con un vídeo que es mostrado en el especial navideño de 1987.
Dicen que a Paulina le molesto que la canción no fuera sencillo, y que sonó muy poco en las radios, fue por eso que pidió interpretar a dueto la canción de Rompecabezas.
En el especial de Navidad las chicas para presentar la canción dicen esto:

¡Ven, escóndete aquí!
¡No, si lo que quiero es que me encuentre! ¡Ay, pues a mí también! 
Pues por mí, que ni se preocupe. 
¿Y qué vas a hacer para que te alcance? Pues dejar de correr, para que venga hacia mí.
No, pero lo mejor es que me persiga.
Timbiriche en el especial navideño.

## Charts
| Chart (2006-2007)                | Peak position |
| -------------------------------- | ------------- |
| Latin America Top 100            | 30            |
| México Top 100                   | 14            |
| Chile Top 100                    | 8             |
| Venezuela Top 100                | 13            |
| Argentina Top 100                | 23            |
| España Hot 100                   | 12            |
| U.S. Billboard Latin Pop Airplay | 9             |